# ميغان تريسي
ميغان تريسي (بالإنجليزية: Meghann Treacy)‏ هي لاعبة هوكي الجليد أمريكية، ولدت في 5 يونيو 1993.